# Lednica (hrad)
Lednica je zřícenina hradu nad stejnojmennou obcí v Bílých Karpatech v Trenčínském kraji na Slovensku. Tvoří výraznou krajinnou dominantu obce a okolí.

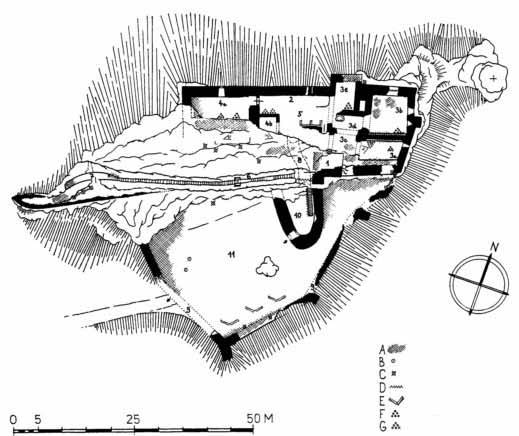
Půdorys lednického hradu

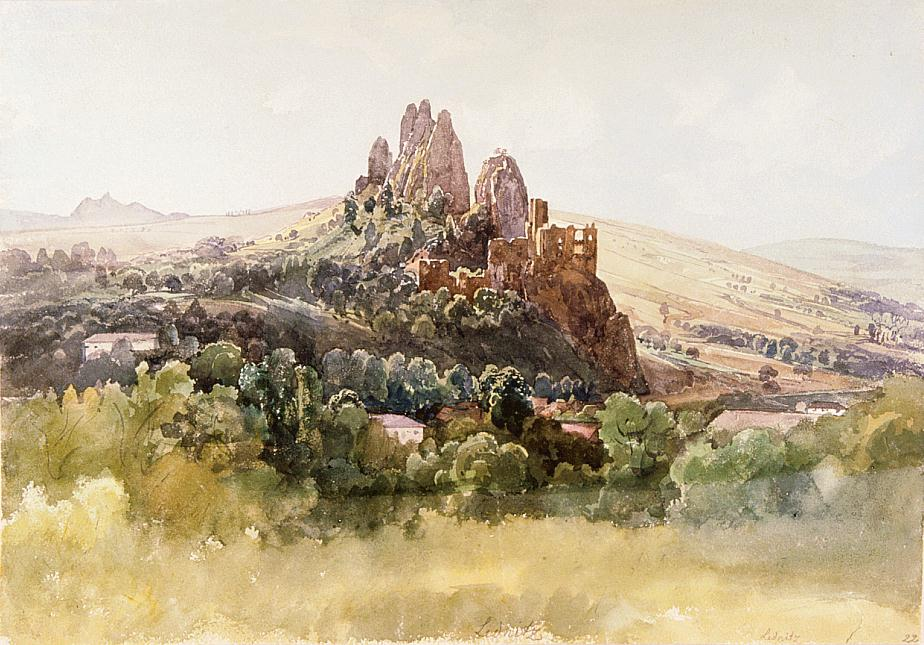
Pohled na zříceninu

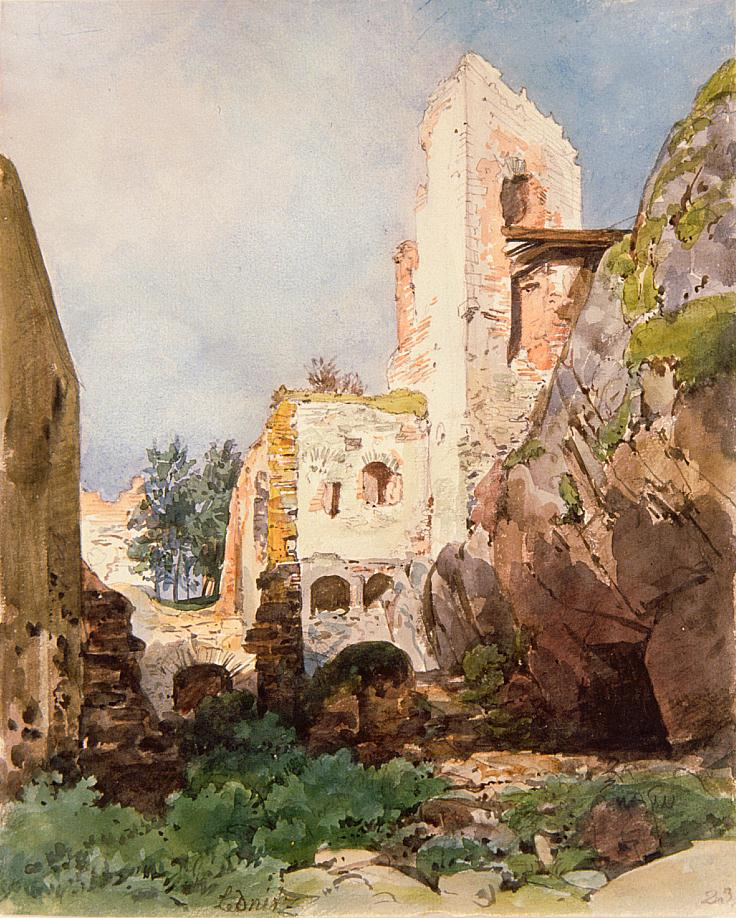
Nádvoří zříceniny

## Současný stav
Na skále se nacházejí už jenom zbytky zdí, které dávají tušit půdorysný plán jednotlivých palácových objektů a věže.
Před vstupní branou lze ještě poznat příkop s valem a také půdorys nejnižšího hradu. Vpravo od brány se nachází torzo bašty se střílnou. Plocha nádvoří je zpevněna betonem, jelikož se zde v minulosti konaly vesnické zábavy a slavnosti. Vstupní bašta byla na konci šedesátých let 20. století opravována. Hrad je přístupný pouze na vlastní nebezpečí, a to pouze v případě, že jsou otevřené kovové vstupní dveře. Po provizorních schodech lze vyjít k tunelu, jenž je vytesán ve skále. Takto se dostanete do areálu středního hradu. Nalevo se nachází nejstarší palácová stavba. Po pravé straně tunelu je fragment věže a za ní zakonzervované palácové stavby. Od věže vede do horního hradu kovový žebřík. Odtud je možno po schodech vytesaných ve skále vyjít až do pozorovatelny bývalé „Straky“. O hrad se stará Historicko-Astronomická Spoločnosť.

## Historie
Mezi lety 1259–1269 se po Lednici psal župan Marek, ale není jisté, zda v té době hrad již stál. Pravděpodobně existoval roku 1316, ze kterého pochází soupis provincií středního Pováží. Hrad není v soupisu uveden, ale ve všech ostatních provinciích hrady stály. Na přechodnou dobu se hradu na začátku 14. století zmocnil Matúš Čák Trenčanský. Ale po roce 1321 se hrad dostal zpět pod kontrolu panovníka. Ke konci 14. století vlastnila hrad rodina Pakšiovců, která hrad dala do zástavy Henkovi (šlechtic českého původu). Který se souhlasem panovníka vyplatil Dezidera Kapolaye, příbuzný Pakšiovců. Hrad se tak dostal do zástavy.
Za vlády Zikmunda, v první polovině 15. století byli majiteli Lednického hradu bratři Sobek a Matej Bielikovci ze Slezské Kornice. Jejich činnost je zapsaná ve vzácné, v národním jazyce psané listině z roku 1435. Dle této listiny darovali Mikušovi ze Střeženíc majetek v Nimnici. Již v tomto roce užívali bratři Bielikovci, páni na Lednici, predikát „z Lednice a Bohumína“. Sobekova dcera Dorota se provdala za Blažeje Podmanického, který sympatizoval s husitským hnutím. Sobekův syn Václav byl přívržencem bratříků. Václav Bielik, který měl právo užívat predikát „de Kornica alias de Lednica“, roku 1464 obci Lednice zničené požárem udělil práva Městečka jaké měla Beluša. Dle listiny měla Lednica odvádět na sv. Juraje a na sv. Michala daň po 13 zlatých. Obyvatelé městečka mohli svobodně vykonávat všechny druhy řemesel a užívat pole, louky a kopanice.
Manželstvím Doroty Bielikovej s Blažejem Podmanickým nabyla rodina Podmamanických roku 1466 na Lednici určitá práva, ale hrad zůstával nadále hradem královským ve vlastnictví krále. Jednotliví držitelé hradu byli jen jeho lenními uživateli. Na základě toho užívacího práva dal Matěj Korvín Lednici v roce 1475 do zástavy Petrovi Nehézovi, svému přívrženci z Dolní Krupej. Panovníkovou snahou bylo oslabení vlivu husitů v pohraničí.

### 16. století
Podmaničští nemohli užívat lednické majetky ani v roce 1504, i když jim je Vladislav II. daroval. Vdova po Petrovi Nehézim ještě v témže roce dala do zástavy hospodskému Blažejovi Ráškayovi, kterého uvedli jako majitele majetku, přes protesty Podmanických. Vdova ale odmítala převzít od Podmanických půjčenou sumu. Ráškay v roku 1515 Lednici přenechal krajovému soudci Ambrózimu Šarkáňovi a je manželce Žofii Záblatnické jako zálohu na půjčku 8 000 zlatých. Vlivný magnát Ambróz Šarkáň dostal v roce 1525 od panovníka Ludvíka Jagellonského darovací listinu na Lednici pro sebe a své bratry Jána a Františka. Po bitvě u Moháče, se rodina Podmanických reprezentovaná bratry Jánem a Rafaelem snažila, aby Lednice byla opět jejich majetkem, jak je k tomu opravňovala listina z roku 1504. Na jaře 1533 podnikli proti hradu vojenský útok a obsadili jej. Současně uzavřeli dohodu s císařským vojenským velitelem Katzianerem, který uznal jejich nárok. Vdova po Ambrózovi Šarkáňovi, Žofie Záblatská, se však s touto situací nesmířila a začala proti bratrům soudní při před Trenčínskou stolicí. Panovník Ferdinand I., který si chtěl naklonit mocného Rafaela Podmanického na svoji stranu, daroval mu 26. prosince 1549 Lednici. Podmanickému vlastnictví tohoto majetku 6. června 1550 tak přiznal zástupce nitranské kapituly. Proti tomuto právnímu aktu se postavila Žófia Záblatská, kterou podpořila také Trenčínská Stolice, která v roce 1552 vyzvala Podmanického, aby hrad Záblatské vrátil. Spor skončil tím, že Lednica zůstala v Podmanického vlastnictví až do jeho smrti v roce 1558. Toto odpovídalo dohodě kterou uzavřel Podmanický s panovníkem v roce 1553.
Smrtí Rafaela Podmanického v roce 1558 dle dohody lednické panství a hrad převzala do svojí správy královská komora, protože Rafael Podmanický nezanechal potomka. V následujícím roce koupil Lednici za 49 000 zlatých košický kapitán Imrich Telekeši (Thelekessi). Zanedlouho, 30. května 1560, zemřel v pokročilém věku. Lednici zdědil jeho jediný syn Štefan, který se oženil s dcerou Petra Forgáče, Zuzanou. Když bylo jejich jedinému synovi 4 roky zemřela mu matka a v jeho deseti letech i otec. Jedním z jeho opatrovníků se stal Mikuláš Topoš, který se staral o jeho hospodářské zájmy než o jeho výchovu. To se negativně projevilo na jeho chování. V životě nezkušeného a mladého Michala Telekešiho nastaly i činy, které způsobily tragédii. Některé jeho špatné povahové rysy služebnictvo zneužívalo ve svůj prospěch a místo toho, aby ho spíše varovalo a usměrňovalo, navádělo ho k neuváženým činům. Na hradě a panství zavládla nejistota, množily se násilnosti vůči poddaným. Ohroženi byli také obchodníci cestující na území panství. S jeho souhlasem, zde působily dvě loupežné bandy.
Mnohé detaily nezákonných skutků vyšly najevo až po činu, který byl hodnocen jako vzpoura a urážka majestátu.
Telekeši a jeho lidé přepadli 29. února 1600 v blízkosti Střelné, tedy na hranicích panství a země, císařské vozy vezoucí dary od sedmihradského vévody Michala, císařovi Rudolfovi II. Byly to vzácné kožešiny, drahokamy, prsteny a zlaté řetězy, různé starožitnosti, zlaté antické mince. Mezi dary byl na dřevě malovaný obraz Madony, který patřil byzantskému císaři Konstantinu Velkému. Rudolf II., milovník a sběratel starožitností, mohl mít o tyto dary, mezi které patřily také zvláštní stříbrné hodiny, osobní zájem. Hodnota uloupených cenností byla odhadnuta na 40 000 zlatých. Příkaz, podle kterého se Telekeši se svými společníky měl dostavit před mimořádný bratislavský soud 4. srpna 1600, vydali 21. června. Telekeši ani jiný společník se však před soud nedostavil. Předvolali hlavně ty, co se účastnili na přepadení ve Střelné. Přes jejich nepřítomnost se soud uskutečnil a Telekešiho odsoudili ke ztrátě hrdla a majetku. Na smrt byli odsouzeni i někteří z jeho hradního personálu. Jak se Telekeši o tomto rozsudku dozvěděl, napsal Jurajovi Thurzovi urážlivý dopis. V kterém ho obvinil a připsal zásluhy na rozsudku. O obsahu dopisu, řekl Thurzo bratru Rudolfa II. arciknížeti Matěji, který 16. srpna 1600 Thurzovi, jako panovníkovu rádci a správci královských sklepů, nařídil, aby okupoval majetek Michala Telekešiho a jeho společníky dostal před soud. Dne 29. srpna 1600 Thurzo dostal písemný příkaz, na vykonání rozhodnutí bratislavského soudu.
Na vojenské akci proti lednickému hradu a panství se 11. září 1600 pod Thurzovým vedením, zúčastnilo 200 jezdců a 500 pěších. Bratislavská komora poskytla 50 jezdců a 100 pěších. Hrad se vzdal bez boje, bylo na něm v tu dobu pouze 28 osob. Thurzo současně s obsazením zabral pro komoru, Telekešiho hmotný a nehmotný majetek. Najal i nový personál který hned 12. září složil přísahu věrnosti panovníku a povinnost pomoci k zadržení Telekešiho a ostatních provinilců. Telekeši však na tuto akci nečekal a v polovině září, utekl do Polska a usadil se v Krakově. Pomáhali mu Suňogovci z Budatína, kteří s ním byli v rodinném příbuzenství.
Mezitím soudní orgány Trenčínské stolice, především podžupan Gašpar Egrešdy, sloužící Ján Príleský a přísedící Juraj Sádečný, vyslechli více než 700 lidí, poddaných včetně zemanů, kteří o lednických loupežích hodně prozradili. Vyšetřování začalo už 2. srpna 1600. Podle svědectví, Telekeši a jeho lidé přepadli a vyrabovali farnost Jána Hosutóthyho vo Visolajoch, Ladislavovi Nekešovi v Hovězím ukradli 40 volů, ve Vizovicích přepadli šlechtický dům, při čemž zabili dva služebné, Belušnům vzali dva solí naložené vory, přepadli obec Dolný Moštenec, kde měl majetky Peter Apponia přepadli Žilinské a Valašsko Meziříčské obchodníky s látkou. Jeho lidé přepadli také německého obchodníka v Dubnici nad Váhém, kterého zavraždili a ukradli 300 zlatých. Během masopustu probodli poddaného (obyvatel Klieštiny) Jána Balaše. Dalším zabitým byl nevlastní syn púchovského výběrčího třicátek. Pavol Bakoš, belušský rychtář dosvědčil, že v roce 1598 utekl k němu jeden poddaný lednického panství s prosbou, aby ho přijal za občana Beluše, protože Telekeši ho pronásleduje a také zneužil jeho ženu. Hodně svědků svědčili, že Telekeši, především když byl opilí a uviděl pěknou ženu nebo děvče, hned se za ním pustil. Svědkové též vypověděli, že se na hradě falšovali peníze, hlavně stříbrné. Falšovali pečetě Mikuláša Pálffyho, Štefana Illešházyho a Juraja Thurzu, které pak Telekeši použil na falešné listiny do Polska. Telekeši Juraja Thurzu, který mu byl křestním otcem, naštval hlavně tím, že v Polsku o něm a jiných feudálních hodnostářích vydal posměšný pamflet.
Svědecké výpovědi ukázaly, že činnost Telekešiho a jeho hradního personálu přesahovala území panství. Telekeši se po návratu z Polska ukrýval v horách. Domů, do zámku v Lednických Rovních, kde bydlel od roku 1594 se svojí ženou Julianou Suňogovou, chodil jen inkognito. Osobní oddíl jezdců z úkolem vystopovat a zadržet mu byl neustále v patách. Jeho pobyt hlásil i hradní personál. Nový lednický kastelán Juraj Kolečanský 21. listopadu 1600 ohlásil, že byl v Lednických Rovních. Jeho manželka tam nebyla, tak odešel do Streženic, kde přespal. Odtud na voru do Nozdrovíc, kde se převlékl do německých šatů.
Telekešimu se nějaký čas dařilo unikat. Když mu, ale došli potraviny a začalo mrznout to bylo horší. Poslal také několik dopisů Thurzovi, ve kterých žádal odpuštění a amnestii, s odkazem na své špatné postavení. Thurzo však nevyhověl, ani když napsala dopis Juliana Suňogová, kde psalo, že vše bylo jen z mladické nerozvážnosti.
Thurzo který se pronásledování snažil již skončit poslal prostřednictvím Mikuláša Bogádyho zprávu, aby přišel vyjednávat do Bytčanského zámku o podmínkách amnestie. Bylo to ale jenom past. Promrzlí a vyhladovělí Telekeši přišel k Thurzovi do Bytče na vánoční svátky. Ten ho ihned nechal zavřít do zámeckého vězení, ve kterém ho dnem i nocí hlídali.

### 17. století
Koncem ledna roku 1601, bratislavská komora vyslala 50 jezdců a 50 pěších, kteří ho v okovech dovedli do Bratislavy, kde byl dán do vězení na hradě. Když panovník odmítl i jeho druhou žádost o milost a ani Thurzo se za něj nepřimluvil, byl tak popraven. Stejný osud pak postihl i jeho 4 další členy bandy, kteří byli 26. dubna popraveni v Púchově lámáním na kole.
Michalom Telekešim vymřel jeho rod po meči. Vdova Juliana Sugoňová dostala se zabaveného majetku polovinu hmotného majetku a 50 poddaných v Lednických Rovniach. Panství pak jako celek i s hradem odkoupil od komory za 104 000 zlatých tekovský hlavní župan František Dobó, který brzo zemřel bez potomků, ale závětí připadl majetek příbuzným z rodů Lorántffy, Zeleméry, Bošáni a Forgáč. Tito vesničané si pak panství mezi sebou rozdělili. Sňatkem Michala Lorántffyho s Berborou Zeleméryovou se pak největší části spojily. Tento celek pak zdědila jejich dcera Zuzana. Zuzana Lorántffyová se pak velmi mladá provdala za Juraje Rákocziho I., který byl v té době sedmihradským knížetem (1630–1648). Tímto sňatkem se Rákocziovci stali pány Lednice.
Sedmihradský kníže Juraj Rákoczi I. a jeho manželka Zuzana Lorántffyová během třicetileté války uzavřeli spojenectví se Švédy. Přijali a podporovali české a moravské exulanty, kteří utíkali po Bílé Hoře ze země, aby zachránili alespoň život. Azyl jim poskytovali v Púchově, Lednici a v ostatních obcích panství. Ale jenom v Púchově se zachovala dones existující Moravská ulice, kde se usadilo 75 rodin. Kníže Juraj Rákoczi I. a jeho manželka jim zajistili poměrně výhodné postavení a dobré existenční podmínky. Toto jejich konání pro exulanty je možné vidět jako humánní a šlechetný čin, ale u Habsburského domu a vídeňského dvora to vyvolalo nenávist.
Rákocziovci, kteří většinou čas trávili na knížecím dvoře v Šarišském Potoku. Na Lednickém hradě kromě domácího kapitána Františka Hodošiho měli také švédského kapitána Pletinberga, který tam byl podle spojenecké smlouvy během třicetileté války. Z těchto dvou byl oblíbenější právě Švéd, který si počínal čestně a měl autoritu a rozvahu. Hodoši hlavně v posledních letech války, když kníže Rákoczi onemocněl, si počínal tak, že to vyvolalo na hradě i na panství všeobecné pobouření. O jeho činech a zločinech hovoří vyšetřovací zápis Trenčínské Stolice z 5. května 1648, ve které jsou zaznamenány výpovědi mnoha hodnověrných svědků. Jeho postoj souvisel se zradou ze zájmu knížete.
Alexander Berkeši, kastelán Lednického hradu vypověděl, že Hodoši dal svévolně otevřít truhlice mnoha exulantů a zmocnil se jejich cenností a peněz. Z truhlice Pavla Veterinuse odcizil 200 tolarů a 80 zlatých a také stříbrné hrníčky. Odcizil celý majetek Bohuslava Lukavického z Čech, Václavovi Vaníčkovi vzal 170 tolarů, Anežce Floriánové odcizil zlatý řetízek v hodnotě 200 zlatých. Od manželky Petra Poláka z Valašského Meziříčí si půjčil 56 zlatých, které nikdy nevrátil, majetek po zemřelé exulantce Hodičinové si přisvojil ještě před její smrtí. Hodoši si přisvojil i příjmy samotného knížete, když si ponechal vybrané daně, prodával jeho víno a vlnu, přičemž co utržil si nechal pro sebe. Ubil púchovského obchodníka Pavla Kulačeka, kterého nechal dovléct do hradu a potom do městečka Lednice. Když se o tom dověděli jeho příbuzní z Lazov pod Makytou, přišli si pro něho a vzali ho k sobě. Žil ještě týden a potom umřel na následky bití. Hodoši se zmocnil jeho majetku a peněz. Dopustil se mnoha věcí a zrad, které se za normálních okolností trestají smrtí. Prozradil také císařově straně tajné písmo, které ho naučil kníže a zúčastnil se osobně na obsazení hradu císařským vojskem. Přisvojil si sumu 1250 tolarů, které patřili švédskému kapitánovi Pletinbergovi, když odcestoval do Šarišského Potoka za knížetem. Hradního klíčníka, který věděl o jeho praktikách, tak udeřil do hlavy polenem, že za čtvrt roku zemřel v Trenčíně.
Berkešiho výpověď potvrdil kněz Mikuláš Drábik z městečka Lednice. Vypověděl, že se Hodoši tajně dohodl o předání hradu do císařských rukou, takže palatínové vojsko hrad obsadili bez boje 24. dubna 1648. Drábik také vypověděl, že mezi nemovitostmi Anežky Floriánové byli také cennosti sirotka, které si přisvojil. Výpověď Berkešiho a Drábikove potvrdil také emigrant Václav Bielsky a Anežka Floriánová, kteří v té době byli v té době na hradě.
Lednický rychtář vypověděl, že Hodoši nechal exulantce Krišnikovej vylomit zámek na truhle a vzal jí 150 tolarů. Přisvojil si také peníze za prodej piva, které patřilo knížeti. Když Lednický rychtář se svým průvodem přišel na hrad, Hodoši zpupně vyhlašoval, že on je knížetem, ne Rákoczi. Lednický rychtář dlé vypověděl, Rákoczi mel na hradě sedm drahocenných pušek, čtyři z nich Hodoši ukradl, pátou dal Paručainovi, císařskému důstojníku z palatínového vojska, se kterým před předáním hradu tajně jednal. Zajímavá byla též výpověď hradního drába Jána Bašku, který doprovázel kapitána Pletinberga do Šarišského Potoka za Rákoczim. Po návratu, když kapitán zjistil, že mu Hodoši otevřel zamčenou truhlici, chybělo málo aby oba dva vytasili meče. O tom, jaké sumy si Hodoši přisvojil, svědčí výpověď púchovského rychtáře, Juraja Mostického a třech Púchovčanů. Podle nich vybral na svatbu Juraje Rákocziho mladšího 65 zlatých, které si ponechal. Ponechal si také 675 zlatých, které byly roční daní městečka. Rákocziho tedy poškodil v případě Púchova za jeden rok o 740 zlatých. Také správce lednického panství potvrdil mnoho Hodošiho zločinů. Vypověděl, že odcizil také Kaproncaiovu červenou truhlici. Postaral se také o to, že v den když přišla císařská armáda na Lednický hrad, zmizely registry a kvitance. Nejspíše proto aby se důkazní materiál proti němu ztratil. Zapomněl však na ty, kteří byli svědky jeho zločinů. Ti vypovídali i o tom, jak na vorech po Váhu nechal odvézt do svého domu v Trenčíně cennosti, které uložil do sudů. Z výpovědí 49 osob jednoznačně bylo cítit opovrhování bývalým kapitánem, který se stal nejenom zrádcem a podvodníkem, ale i vrahem a lupičem. Protože když císařská armáda okupovala Lednický hrad, Hodoši musel jít ke Trenčínské stolici a navzdory jeho zásluhám začala proti němu soudní pře.
V letech 1663 vojsko přepadlo i Púchovskou dolinu. Turci, kteří přicházeli do Beluše přes Váh, podpálili Púchov. Potom táhli směrem na Moravu. Cestou zabíjeli, podpalovali a vraždili. Z Lysé pod Makytou odvlekli do otroctví 304 osob, z Lazov pod Makytou 100 osob. Lednického hradu, který leží bokem, se nedotkli.
V bouřlivém 17. století mnohé hrady v Pováží změnily svoji podobu, protože byly terčem vojenského útoku.
Lednický hrad, ale zůstal přes tuto dobu zachován. V roce 1648 se ho zmocnilo císařské vojsko bez boje.
Přestože se Rákocziovci zúčastnili Wesselényiho spiknutí, Lednici, jakožto rákocziovský majetek, nepostihl stejný osud jako například nedaleký hrad Košeca.
Matka Juraja Rákocziho II., Žofia Báthoryová, se dohodla s císařským dvorem na splacení 200 000 zlatých, čímž dosáhla, že Vídeň netrvala na dalších represivních opatřeních. Tato suma byla předána ve dvou splátkách, první hotovost 150 000 a druhá 50 000, místo kterých dostala královská komora lednické panství i z hradem. Rákocziovci se touto smlouvou dosáhli, že když by panovník chtěl Lednici prodat budou mít přednostní právo na odkoupení. Tato transakce, se i vzápětí uskutečnila. Rákocziovci zaplatili oněch 50 000 a dostali zpět Lednici do svých rukou, císařská posádka však na hradě zůstala.
Dohoda, kterou Rákocziovci se dvorem měli však byla porušena, a to při represivních opatřeních proti účastníkům vešeléniovské přísahy. Na příkaz bratislavského soudu, který účastníky soudil, dovlekli císařští vojáci v okovech do Bratislavy 83letého Mikuláše Drábika z Lednice. Drábik, jako moravský emigrant, už od roku 1628 žil na lednickém panství a požíval veškeré výhody, které Rákocziovci poskytli emigrantům. Byl to kněz Jednoty Bratrské, poznal a sám zažil mnohá příkoří ze strany Habsburků a proto je neměl ani v lásce. Je znám jeho úzký vztah s Janem Amosem Komenským. V zahraničí tiskem vydal spis Lux in tenebris (Světlo v temnotách), v kterém předpověděl brzký zánik habsburského rodu. Přestože neměl s vešeléniovskou přísahou nic společného, i přesto byl postaven pře soud. V čele určeného soudu byl gróf Ján Jakub Rottal, který v roce 1644 při povstání Valachů na Moravě prováděl krvavé exekuce. Tento soud, který zasedal 14. července 1671, Drábika odsoudil na smrt. Den před popravou mu slíbili, že dostane milost, když zveřejněný spis odvolá. Drábik ve vidině vidět ještě své blízké, na tuto podmínku přistoupil. Soud však slib nedodržel a 16. července 1671 Drábika popravili, na náměstí před bratislavskou radnicí. Po odřezání pravé ruky a statí, mu kat ještě vyřezal jazyk, který přibil na šibenici. Poté jeho tělo spálili na hranici na břehu Dunaje a popel hodili do řeky.

### Od 18. století dále
Za Thökölyho povstání se povstalci Lednice jako rákocziovského majetku nedotkli. Během povstání Františka II. Rákocziho byla na hradě ubytována vojenská posádka. Po bitvě u Trenčína v roce 1708 Lednica, podobně jako ostatní okolní hrady, se dostala pod kontrolu císařského vojska. V tomto čase začal hrad chátrat, jelikož se nikdo nestaral o jeho údržbu.
František II. Rákoczi a jeho sestra Juliana, která byla provdána za Ferdinanda Goberta Aspremonta, dali lednický majetek v roce 1700 do zástavy nitranskému biskupovi Ladislavovi Maťašovskému a jeho bratrovi Mikulášovi. Maťašovskovci dali hrad v roce 1746 opravit a doplnili také vnitřní vybavení. V tomto roce byl vytvořen popis hradu, který jako poslední dokument zachycoval stav hradu, počet místností a částečně vnitřní vybavení po rekonstrukci z roku 1746.
Tento popis říká, že pře vchodem do hradu byla zahrada s domkem kde měl místnost zahradník, kuchyní a skladištěm. Ze zahrady vedly schody k padacímu mostu do dolního hradu, kterému dominovala stará věž. V ní se nacházela místnost pro dráby, vlevo věznice. Nad těmito místnostmi byly dvě bašty, které byly bez výzbroje. Na dveřích k baštám visely zámky. V dolním hradě stála maštal postavená z kamene, vedle ní místnost s vozy. V blízkosti maštale byla obytná místnost kováře a pod ní sušárna na švestky. Na přilehlé skále byla strážnice a nová socha Jana Nepomuckého, zakrytá měděnou stříškou. V blízkosti kovárny začínali dřevěné schody ke druhému padacímu mostu ovládanému dřevěným kolem a který překlenoval docela hlubokou propast. Za padacím mostem začínal do skály 12 metrů dlouhý vytesaný tunel, který vedl do horního hradu. Za tunelem bylo nádvoří, přes které se dostávalo do přízemních místností. Klenbovou předsíň zakrývali nabarvené šindele. Hned vlevo bylo skladiště. Naproti byla místnost pekaře s oknem a zboku kuchyň s kamenným přívodem vody. Vedle kuchyně byla místnůstka pekaře přímo ve skále. Od kuchyně vlevo začínalo schodiště do prvního poschodí. Na tomto poschodí byla velká zásobárna se železnými vraty a v oknech skla a mříže. V sousedství bylo místo pro vězně, zvané „kabát“, bylo vytesáno do skály. Odtud přes předsíň byl vstup do místnosti šafáře kde byla dvě okna. Od ní vedly schody přes malou plošinu do velké místnosti, odkud byl rovno po schodišti přístup komory, která měla poškozené dveře. Vpravo pak byla druhá komora s klenbovou předsíní. Odtud se přes schodiště dostalo do místnosti pro děti. Blízko ní byla dobře zabezpečená místnost, sloužící jako archiv. Po dřevěném schodišti byl přístup na druhé patro, východně byla obnovená velká síň hradu, vyzdobená zlatými, stříbrnými a barvenými ornamenty na stěnách a speciálně nabarvenou pecí. Uprostřed na peci byl erb Maťašovskovců. Síň měla 3 velká a čtyři malá okna, zasklená tabulkovým sklem. Ze síně vpravo, se nacházel vchod do boční místnosti s jedním velkým zaskleným oknem chráněním mříží. Odtud vedl přes tajný vchod ve zdi přístup k sousední místnosti kastelána s menším oknem. Zleva byla místnost, kterou nazývali Kaplánka. Stěny měla ozdobeny ornamenty, měla malovaný portál, italskou pec a velké okno. Naproti kapli přes chodbu byla kaple zasvěcená sv. Janu Křtiteli. Všechny byli pěkně vyzdobeny dřevem a zdobené barevnými obrazy svatých. V kapli ze stropu viselo světlo, které držel pozlacený anděl. Dubový kazetový strop byl zdoben bílými křížky.
Odtud přes předsíň, s kamennou dlažbou vycházelo z levé strany podstřešení a dřevěné schodiště do dvou místností, ze kterých první měla tři okna, z nich jedno velké s výhledem na vnitřní nádvoří. Oproti nim se nacházeli dvě severně situované místnosti s výhledem do lesů. Místnosti byli spojené kamenným portálem, měli tam italskou pec, na stěnách gobelíny a kamenné hygienické zařízení. Od těchto dvou místností přes malovanou a dřevem vykládanou chodbu vedla cesta k severní části objektu při již uváděné místnosti kastelána. Právě odtud byl přístup přes mohutné schodiště na nejvyšší, třetí podlaží. V místě kde schodiště končilo, byla předsíň starobylého sálu, který měl ne klenbový, ale rovný strop a tři okna. Zprava, jižním směrem, byli dvě místnosti. Z nich první měla dřevěné okenice, druhá s malovaným klenbovým stropem přiléhala ke skále a stála v ní italská pec. Od těchto prostor, se směrem na jih, začínala zastřešená, z boku otevřená pavlač, ze které byl přístup do dvou místností vytesaných do skály. Byli vyložené dřevem a měli tři okna. Z těchto místností bylo možné se dostat přes třetí portál do letní světnice. Měla dřevěný strop a italskou pecí. Světlo do ní vnikalo přes okenní otvor ve stopě. Z tohoto místa přes spojovací dveře přejít do druhé velkého sálu, ve kterém se v tomto čase skladovalo obilí. Měla taktéž dřevěný strop a dlažbu ze čtvercových kamenů. Sál měl troje dveře, z nichž jedny vedli do ložnice, a druhé do tajné světnice. Z tohoto sálu se dalo projít pavlačí zakrytou šindeli, do světnice, ve které bydlel hradní kaplan. Byla v ní pec a strop byl dřevěný.
Na nejvyšším bodě hradu byla věž, která se nazývala „Straka“. Její funkce byla pozorovatelna. Podle popisů měl hrad v době Maťašovskovců 45 místností, bez započítání prostoru ve „Strace“. Hrad v té době neměl výzbroj, jelikož neměl už vojenský význam a výzbroj měli již jenom hradní drábové.
Když rod Maťašovskovců vymřel po meči roku 1754, převzala lednický majetek královská komora. Do držení však Lednici po několika letech dostal syn Juliany Rákocziové a Ferdinanda Goberta Aspremonta Ján Gobert Aspremont, kterého na základě příkazu Marie Terezie z 29. září 1769 uvedli, společně s jeho sestrou Annou Máriou jako držiteli hradu a panství 19. července 1770.
Aspremontovci vymřeli po meči v roce 1819, jejich majetek pak zdědila dcera Mária Anna, která byla v roce 1807 provdána barona Filipa Skrbenského. Jejich syn Filip, v roku 1890 prodal lednický majetek Jozefovi Schreiberovi, továrníkovi a sklářskému podnikatelovi. Jisté je, že posledními majiteli, kteří se o hrad starali byli bratři Ladislav a Mikuláš Maťašovskovci. Další majitelé se starali už pouze o zámek na Lednických Rovniach. Na obrázku z roku 1830 je na hradě vidět všechny bašty, věže a budovy. Další roky pustnutí zanechaly stopy. Na obraze z roku 1914 je hrad již značně pobořen. V roce 1962 byla realizována částečná konzervace vstupné bašty a části paláce. Od roku 2004 se realizuje statické zabezpečení objektu, které organizuje Historicko - Astronomická Spoločnosť a obec Lednica.